# Герб Корсики
Герб Ко́рсики — герб регіону на півдні Франції — острову Корсика.

## Походження

### Символіка
Вперше голова мавра як символ острова вжита 1573 року.
Голова мавра часто використовується як геральдична фігура на гербах місцевих родин, зокрема тих, чиє прізвище має корінь «Мор». Ця традиція поширена не тільки в Корсиці, але і в континентальній Франції, Фландрії, Аугсбурзі, та Швейцарії. Голова мавра зображується переважно в профіль ліворуч. При цьому фігура чорна, а очі білі. Антропологічні дані голови відповідають негроїдній расі з товстими губами, приплюснутим носом і курчавим волоссям. Таке зображення відповідало традиційному опису мавританських рабів з Іспанії, півдня Португалії, частини середземноморського узбережжя Франції та кількох сіл Корсики. Так звані маври були чорні африканці, араби, ісламізовані вихідці з Магрибу.
В зображеннях 17-18-го століть голова мавра незмінно з перловим намистом і сергою у вусі. Пов'язка мусила б символізувати вінець.
Сучасний герб Корсики іноді має як щитортримачів двох Марині (морських гігантів).

### Місцеві легенди
Деякі корсиканського легенди розповідають, що голова була символом переможеного воєначальника сарацинів. Переможець поклав відрізану голову для збереження в шматок білої тканини. Оскільки він не міг зберегти голову занадто довго, він вирішив намалювати його на шматку білої тканини.
Інша популярна легенда свідчить, що одного разу викрали корсари наречену молодого корсиканця з Алерії (місто на Сході острова) і продав її королю Арагона. Корсиканець звільнив свою наречену і вбив переслідувача, якого послав за ним король. Так голова лейтенанта-переслідувача була показана як трофей всьому острову.

### Арагонська гіпотеза
Визначні вчені підтримують Арагонську версію походження голови мавра. В 1297 року папа Боніфацій VIII (1235-1303) визнав за королем Арагона з право на володіння королівствами Сардинії і Корсики. Голова мавра вживалася на арагонських гербах (чотири голови мавра навколо Червоного Хреста) від 1281 року. Цей герб використовувався до 1387, коли король Хайме I відновив колишній символ Арагона. Існує версія, без твердих доказів, що цар Петро I Арагонський прийняв голову мавра після битви при Алкорасі (1046), коли він переміг чотири мавританських королів. Єдиний твердий висновок, який можна зробити в тому, що голова мавра НЕ корсиканського походження, але, ймовірно, запозичена від королів Арагона, хоча його використання не документовано до початку 14 століття.
1376 року Арріго Делла Рокка, лідер корсиканської проараагонської партії, використовував на своєму прапорі грифона з гербом Арагона. Проте в описі не вказано, який герб. Можливо, це були голови маврів. Полковник корсиканського полку на службі короля Франції (1547) Сампрієро використовував чорний прапор з білим хрестом і головою мавра в центрі. Голову мавра, нібито, додано до полкового прапора, щоб відрізнити його від прапора П'ємонтського полку. Висновок: у 13-14-х століттях корсиканські лідери могли використовувати голову мавра на своєму прапорі, хоча це ще не був офіційним символом Корсики.
1573 року італійський географ Маіналд Ґалераті у своєму атласі показує серед володінь короля Філіпа II Іспанського голову мавра як емблему Корсики. В атласі 1662 року, виданому в Голландії Йоханом Блау, популяризував голову мавра на золотому тлі та Тритона з тризубом озброєний тризубом.
Атласу Блау, опублікований 1731 року в Аугсбурзі, містить карту Корсики з гербом із головою мавра. 12 березня 1736 авантюрист Негоф фон Теодор (1694-1756) висадився в Алерії, де він був проголошений королем Корсики. Він використовував білий прапор з головою мавра з пов'язкою на очах. Монети, що карбувалися в той час у Корсиці містять голову, яка була інтерпретована як голова мавра або голова новоспеченого короля. Негоф покинув Корсику через шість місяців, але його історія була широко популярна у Європі. Це може бути причиною того, чому з тих пір голова мавра була розглянута як офіційний символ Корсики.
24 травня 1761 року було прийнято рішення карбувати монети з гербом Королівства Корсики. Голова мавра з пов'язкою на лобі була поміщена на щит, увінчаний королівською короною. Щит був у супроводі двох морських божеств. Ці герби з деякими варіаціями були розміщені на прапорах Корсики. На прапорі флоту очі були без пов'язки. Командувач флоту сказав: «Корсиканці хочуть добре бачити, хочуть волю, мають право слідкувати за смолоскипом філософії і не будуть лякатися світла». Згідно з Амброджіа Россі, Паолі сказав: «У даний час розміщення королівської пов'язки вказує на нашу гідність, а не ганьбу, як наші вороги воліли б бачити». Тим не менш, генуезькі архіви доводять, що прапори з пов'язками на лобі Мавра існував вже 1731 року. Після битви при Понте-Нову (1769) та втечею Паолі в Англію, французи зберегли голову мавра, але без пов'язки та з лілеями. Французька революція зберегла голову мавра, але прибрала лілеї. Між 1794 і 1796, Паолі спробували створити англо-корсиканське королівство. Його офіційна емблема пов'язана голова мавра і королівським гербом Англії.

### Святий Моріс, як мавр
Сучасні геральдисти підозрюють, що голова мавра може символізувати Святого Маврикія, чорного покровителя Священної Римської імперії з початку 10-го століття. Маврикій був зображений негроїдом.